# Comatilia
Comatilia is een geslacht van haarsterren uit de familie Comatulidae.

## Soort
- Comatilia iridometriformis A.H. Clark, 1909